# Ester Franquesa i Bonet
Ester Franquesa i Bonet (Badalona, 6 d'abril de 1961) és una filòloga i professora catalana especialitzada en terminologia i normalització lingüística.
Va estudiar filologia catalana a la Universitat de Barcelona i ha impartit classes de llengua catalana a diferents institucions públiques i universitats. També ha desenvolupat una trajectòria com a coordinadora i autora d'obres relacionades amb la llengua i la comunicació, com el Llibre d'estil jurídic o el Màrqueting lingüístic i consum.
Ha ocupat càrrecs de direcció en diferents institucions de la Generalitat de Catalunya, com l'Institut Ramon Llull o el TERMCAT, i ha estat directora general de Política Lingüística entre 2013 i 2021. Aquesta última etapa va estar marcada per diverses crítiques davant la manca de prou acció institucional contra la davallada d'usos i drets lingüístics del català a Catalunya, tant en l'àmbit digital com educatiu i en el nombre de parlants.
Franquesa i Bonet ha estat premiada pel seu treball en sociolingüística i ha estat membre de diferents grups de recerca i societats científiques relacionades amb la llengua i la literatura.